# Oeffinger Schulwesen
Das Oeffinger Schulwesen ist das seit Ende des 17. Jahrhunderts nachweisbare Schulwesen in der zum Hochstift und Domkapitel Augsburg gehörigen Enklave Oeffingen.

## Oeffinger Schulwesen
1696 wird erstmals urkundlich erwähnt, dass der Mesner auch das Amt eines Schulmeisters versieht. Der Unterricht findet in der Mesnerwohnung statt. Schulfächer sind Lesen, Schreiben und Katechismus. Schulunterricht wird vom 11. November bis zum 24. April gehalten, der Sommer stand der Arbeit in der Landwirtschaft zur Verfügung. 1750 zählte man 60 Schüler, 30 Jahre später bereits 80.
Zu Beginn des 19. Jahrhunderts, als der Grundherr noch das Königreich Bayern war, kaufte die Gemeinde das Wirtschaftsgebäude, „Schlössle“ genannt, vom Domkapitel Augsburg ab und richtete dort das erste Schulzimmer ein, 15 Jahre später das zweite. Zur selben Zeit wurde ein Schulprovisor eingestellt. Die Schülerzahl wuchs rasant auf insgesamt 170 Kinder an. Die Gemeinde reagierte und stockte das Schlössle auf ein drittes Schulzimmer auf.
1830 sank die Schülerzahl auf 156, verteilt auf drei Klassen und ein zweiter Schulprovisor wurde eingestellt. Bis 1832 dauert die Schulpflicht vom 7. bis zum 12. Lebensjahr, ab 1833 verlängert sie sich vom 6. bis zum 14. Lebensjahr. Neben der normalen Schulpflicht bestand bis zum 20. Lebensjahr die Sonntagsschulpflicht. Ab 1836 wurde die Sonntagsschulpflicht auf das 18. Lebensjahr verkürzt.
1912 zog die Schule letztendlich in das neuerbaute Schul- und Rathaus an der Hauptstraße 1 ein und aus dem Schlössle wurden Lehrerdienstwohnungen. Mitte des 20. Jahrhunderts wurden dort 300 Schüler unterrichtet. 1956 wurde die Schillerschule erbaut und sechs Jahre später erweitert.

## Die Besoldung der Lehrer bis ungefähr 1860
Die Besoldung der Lehrer wurde bis ungefähr 1860 aus verschiedenen Quellen in mehreren Komponenten und unterschiedlichen Fälligkeiten gewährt:
Es gab Nutzungsrechte aus Schuläckern, beständige Haupteinnahmen in Geld, beständige Haupteinnahmen in Naturalien, unbeständige Haupteinnahmen in Geld, unbeständige Haupteinnahmen in Naturalien und unbeständige Nebeneinkommen in Geld und Naturalien.
Der Lehrer war zur Übernahme von Auslagen verpflichtet und erhielt im Gegenzug Auslagenersatz.
Zunächst erhielt er das Nutzungsrecht an 2 ¼ Morgen (7,085 ha) Ackerland, das 18 Gulden 50 Kreuzer Pacht erwarten ließ und auch so veranschlagt wurde.
Sodann erhielt er jährlich in Naturalien 3 Scheffel Roggen veranschlagt mit je 6 Gulden und 3 Scheffel Dinkel veranschlagt mit je 4 Gulden.
Weiterhin erhielt er in Geld 254 Gulden, 34 Kreuzer, dazu Gebührenanteile für Mesnerdienste in Höhe von 21 Gulden, 34 Kreuzer, dazu in Naturalien 20 Maß (36,74 l) Wein und für 60 Kreuzer (1 Gulden) Brot.
Die Summe der Einnahmen belief sich in Geld und veranschlagten Naturalien auf jährlich 325 Gulden, 17 Kreuzer (Silberäquivalent 3,090 Tsd. Gramm).
Der Lehrer hatte den Schulprovisor, also den Hilfslehrer in Geld und Naturalien, Kost, Bett, Wäsche und Licht mit 120 Gulden zu versorgen, so dass dem Lehrer bestenfalls jährlich 205 Gulden, 17 Kreuzer (Silberäquivalent 1,950 Tsd. Gramm) übrig blieben.
Daneben erhielt er Ersatz für die Auslagen, die er hauptsächlich beim Mesnerdienst an Chorsängerinnen, Musikanten und Ministranten weiterreichen musste. Für das Beheizen der Schulzimmer erhielt er 2 Meß Tannenholz zu je 10 Gulden und 1½ Meß Buchenholz zu je 16 Gulden; damit hatte er auszukommen. 1 Meß als Holzmaß beinhaltet 3,386 m³.

## Finanzierung der Lehrerbesoldung
Den größten Teil der Lehrerbesoldung steuerte die Gemeindepflege Oeffingen mit 219 Gulden, 40 Kreuzer bei. Sie erhielt einen Großteil des Geldes wiederum von den Eltern, nämlich für 130 Kinder 156 Gulden. Aus den Schuläckern des Königreichs erhielt der Lehrer 18 Gulden 50 Kreuzer und von der königlichen Kameralverwaltung Cannstatt 15 Gulden bar und 18 Gulden in Getreide (Roggen und Dinkel). Für Mesnerdienste erhielt der Lehrer von der Heiligenpflege Oeffingen 32 Gulden, 13 Kreuzer und von den Gebührenpflichtigen direkt 21 Gulden, 24 Kreuzer.